# فرخنده کاکل‌آتشی
فرخنده کاکل‌آتشی (نام علمی: Tachyphonus cristatus) نام یک گونه از سرده تندگوها است.